# Бочварова, Светла Маринова
Светла Маринова Бочварова (Пиралкова) (род. 1958) — болгарский политический деятель и учёный, профессор.
Автор более 140 научных публикаций, в том числе 5 книг и 6 монографий в области аграрной экономики, земельных отношений, маркетинга продуктов питания. Член Болгарской социалистической партии.

## Биография
Родилась 28 сентября 1958 года.
Получила два высших образования — экономическое и журналистское, обучалась в Университете национального и мирового хозяйства в Софии.
С 1981 по 1995 годы Бочварова работала научным сотрудником в Институте экономики и организации сельского хозяйства при Сельскохозяйственной академии. С 1994 по 2005 год являлась менеджером Информационной системы сельскохозяйственного рынка. Одновременно в 2002—2003 годах была директором Института аграрной экономики при Сельскохозяйственной академии и в 2003—2005 годах — исполнительным директором Национального центра аграрных наук.
с 2005 по 2009 год Светла Бочварова была заместителем министра сельского хозяйства в правительстве Сергея Станишева.
С 2005 по 2011 год она являлась Председателем правления Сельскохозяйственной академии. Почётный доктор Сельскохозяйственной академии. Член правления Союза ученых в Болгарии. Член-корреспондент Российской академии сельскохозяйственных наук с 2010 года, а также Отделения сельскохозяйственных и лесохозяйственных наук Румынской академии. Затем она стала заместителем управляющего компании «Интер Консулт Плюс» и в 2012 году начала преподавать в Новом болгарском университете.
На досрочных парламентских выборах в мае 2013 года она была избрана депутатом от коалиции БСП для Болгарии. В 42-м Народном собрании Болгарии она возглавляла Комитет по сельскому хозяйству и продовольствию. В 43-м и 44-м собраниях была заместителем Председателя комитета. Затем в 44-м Народном собрании Болгарии она стала членом парламента и участвует в Комитете по бюджету и финансам.